# Hollywood (ciruela)
Hollywood es una variedad cultivar de ciruelo (Prunus salicina), de las denominadas ciruelas japonesas (aunque las ciruelas japonesas en realidad se originaron en China, fueron llevadas a los EE. UU. a través de Japón en el siglo XIX).
Una variedad que crio y desarrolló a principios del siglo XX por el viverista L.L. Brooks de Modesto (California), siendo un híbrido resultado del cruce de Prunus Pissardii X polen de variedad comercial presumiblemente 'Duarte'.
Las frutas son de tamaño mediano, de piel de sobre color de chapa roja sanguina oscuro, uniforme, lenticelas  menudas, muy abundante, y pulpa de color rojo sanguino intenso, con textura firme, jugosa, y sabor dulce, con un rico aroma. Tolera las zonas de rusticidad según el departamento USDA, de nivel 5 a 9.

## Historia
'Hollywood' variedad de ciruela, de las denominadas ciruelas japonesas con base de Prunus salicina, y proviene de una variedad suministrada por el viverista L.L. Brooks de Modesto (California), que crio y desarrolló a principios del siglo XX e introdujo comercialmente en 1936, siendo un híbrido resultado del cruce de Prunus Pissardii como "Parental Madre" X polen de variedad comercial presumiblemente 'Duarte' como "Parental Padre".
'Hollywood' está cultivada en la National Fruit Collection (Colección Nacional de Fruta) de Reino Unido, con el número de accesión: 1955 - 034 y nombre de accesión : Hollywood. Recibido por "The National Fruit Trials" (Probatorio Nacional de Frutas) en 1955.

## Características
'Hollywood' es un árbol de tamaño mediano, de porte vertical, vigoroso, moderadamente productivo y produce cosechas más abundantes a medida que envejece.
Hojas algo lanceoladas, de espesor medio y de color morado.

Flor delgada, rosada, muy abundante todos los años, en su polinización, mejora con buenos polinizadores tal como 'Beauty', 'Burbank', 'Methley', 'Shiro', Toka, 'Wickson', 'Santa Rosa' y 'Laroda', que tiene un tiempo de floración que comienza a partir del 18 de abril con el 10% de floración, para el 21 de abril tiene una floración completa (80%), y para el 8 de mayo tiene un 90% de caída de pétalos.
'Hollywood' tiene una talla de fruto mediano (peso promedio 17.90 gr), de forma redonda ovalada parecida a una cereza gigante, algo puntiagudas en la parte inferior, se parece mucho a 'Satsuma'; epidermis tiene una piel dura y amargosa, de sobre color de rojo sanguino oscuro, uniforme, lenticelas menudas, muy abundante; sutura visible, generalmente más claro que el resto del fruto, superficial; Pedúnculo de talla promedio 15.55 mm; pulpa de color rojo sanguino intenso, con textura firme, jugosa, y sabor dulce, con un rico aroma.
Hueso semi adherente, de tamaño pequeño.
Su tiempo de recogida de cosecha se inicia en su maduración de la segunda quincena de julio, y en zonas más frías a principios de agosto.

## Usos
Las ciruelas 'Hollywood' se adapta a áreas con poco frío invernal y es muy popular en el sur de California. Nunca se cultiva comercialmente, pero es importante como árbol ornamental por sus bonitas hojas moradas y sus frutos de color rojo.
Frutas en áreas de invierno templado pero también resistentes al frío para climas más fríos, siempre en las plantaciones caseras. Muy buenas en postres de cocina como tartas y pasteles, y se utilizan comúnmente para hacer conservas y mermeladas.